# Петтенаско
Петтенаско (итал. Pettenasco) — коммуна в Италии, располагается в регионе Пьемонт, в провинции Новара.
Население составляет 1367 человек (2008 г.), плотность населения составляет 187 чел./км². Занимает площадь 7 км². Почтовый индекс — 28028. Телефонный код — 0323.
Покровителями почитаются святая Екатерина Александрийская, празднование 25 ноября, и святой Гауденций (Audenzio), префект Ортский, празднование во второе воскресенье сентября.

## Демография
Динамика населения:

## Администрация коммуны
- Официальный сайт: http://www.comune.pettenasco.no.it Архивная копия от 8 ноября 2016 на Wayback Machine